# Guillaume Tell (opera)
Guillaume Tell (viết bằng tiếng Pháp; tiếng Ý: Guglielmo Tell; tiếng Anh: William Tell) là vở opera cuối cùng và là một trong những vở opera hay nhất của nhà soạn nhạc người Ý Gioachino Rossini. Vở opera được sáng tác vào năm 1829, lấy đề tài là người anh hùng Guillaume Tell của đất nước Thụy Sĩ thế kỷ XIV. Vở opera này được viết tại thủ đô Paris của Pháp. Đây là vở opera mang phong cách sôi nổi vốn là phong cách âm nhạc của ông. Tác phẩm này là tiền đề cho một thể loại của nền opera Pháp: opéra grande. Còn tại sao sau vở opera này, Rossini lại không sáng tác nữa thì đó lại là dấu hỏi lớn. Có thể vì Rossini nghĩ rằng opera của mình đang dần đi vào lỗi thời nên ông không viết một vở opera nào nữa. Cũng có thể Rossini không thích sự ái mộ của công chúng Paris đối với Giacomo Meyerbeer. Còn một lý do nữa có thể có là Rossini bất bình với chính phủ Pháp khi hủy hợp đồng với ông sau khi lật đổ thành công vua Charles X. Thậm chí có người còn cho rằng sự lười nhác đã khiến nhà soạn nhạc Ý này lánh xa opera.

## Âm thanh
| Khúc dạo đầu của vở opera William Tell |  |
|                                        |  |
|                                        |  |